# 花守信吉
花守 信吉（はなもり しんきち、1875年/1876年 - 没年不詳）は、白瀬矗の南極探検隊に参加した樺太アイヌの男性。

## 生涯
南樺太敷香の領域にあった多来加（タライカ）の乙名の子孫として生まれる。アイヌ名は「シㇱラトカ（Sisratoka）」。
アイヌの伝承に詳しく、ポーランド人民族学者ブロニスワフ・ピウスツキの研究に協力し、著書には花守の語ったアイヌの伝承文学がいくつも紹介され、アイヌ語辞典の作成資料として肉声を蝋管（ろうかん）に録音した。
同じ探検隊に所属していた多田恵一によると、花守の姓名は、日露戦争後、大谷本願寺の法主が樺太に出張した時、花守が随行し、その際、名づけられたという。その名字を「花森」と書いている文献もあるが、探検隊長であった白瀬矗の『南極探検』や多田恵一の『南極日記』『南極探検私録』、南極探検後援会による『南極記』などの多くの文献では、「花守」と書かれており、おそらく花守が正しい。また、名を「新吉」と記した文献もあるが、多くの文献では「信吉」となっている。
1910年（明治43年）11月29日に、白瀬矗を隊長とする南極探検隊の隊員として、山辺安之助らとともに、船『開南丸』に乗り込み、芝浦埠頭を出発する。花守信吉が集めたカラフト犬の10頭も含め、1911年2月にニュージーランドに到着し、その直後、南極大陸上陸に向けて出発するものの、一旦断念。同年5月1日にオーストラリアのシドニーに引き返すこととなる。このときシドニーへの航路にて、横柄であるとして部下の不満が噴出していた白瀬矗隊長の毒殺計画を、山辺安之助と共に花守信吉が阻止したという情報がある。およそ半年後の同年11月19日、南極大陸を目指してシドニーを離れた日本隊は、翌1912年1月16日、上陸する。同月28日、一行は南緯80度5分・西経165度37分まで到達、付近を「大和雪原」（やまとせつげん）と命名すると帰途につき、同1912年2月4日、南極大陸を離れると同6月に東京に戻る。
南極探検日本隊に参加した花守信吉を写した写真があり、今でもインターネット上で見ることが可能である。
南極から帰還後の足跡については詳しく分かっていない。
2004年、サハリン州レスノエ（日本名:樺太富内郡富内村落帆）にて、山辺安之助とともに花守信吉の名前が書かれた日本語とロシア語による「白瀬南極探検隊慰霊碑」が建てられる。

### 注
1. ↑  1875年か1876年の生まれか。タライカで調査隊のアイヌ語辞典制作に協力し、蝋管録音を行った1903年[1]に「読み手はシㇱラトカ28歳」（……dictated by an Ainu named Sisratoka [Sisratuka], 28 years old……）という添書きがある。
2. ↑  募金による資金が底をつき、村上俊蔵は斎藤実に宛てて財政的な支援を求め、大隈重信から桂首相に国家予算の振り当てを進言するよう依頼する[8]。

## 関連文献
発行年の若い順。
- 白瀬矗『南極探検命令録』、製作者不明、書写資料、18--年。NCID BA43160432。命令第42号から49号（明治44年1月22日-4月15日）。『筑波大学和漢貴重書目録』4参照（開国五十年史草稿稿本ではなく便宜上の分類）。
- 多田恵一『南極探検日記』、前川文榮閣、1912年。NCID BA38637230。
  - 改題、多田恵一『南極探検日記』、ゆまに書房〈シリーズ出にっぽん記 : 明治の冒険者たち〉第8巻-第9巻、1993年。ISBN 489668706X, 4896687078、NCID BN10154367。
- 多田恵一『南極探検私録』、啓成社、1912年。NCID BA38637886。
  - 改題、多田恵一『南極探検私録 ; 南極土産片吟鳥の話』、ゆまに書房〈シリーズ出にっぽん記 : 明治の冒険者たち〉第7巻、1993年。ISBN 4896687051、NCID BN10154301。
- 白瀬矗『南極探検』、博文館、1913年。NCID BA35537444。
- 南極探検後援会、大隈重信『南極記』、南極探検後援会、成功雑誌社 (発売)、1913年。NCID BN1064480X。
  - 復刻。南極探検後援会、大隈重信『南極記』、白瀬南極探検隊を偲ぶ会、1984年、NCID BA33885224。
  - 英訳。Dagnell, Lara; Shibata, Hilary; 南極探検後援会. (2011) "The Japanese South Polar expedition, 1910-12 : a record of Antarctica". Erskine Press, Bluntisham Books. ISBN 9781852971090,

NCID BB08254590.
- 白瀬矗『私の南極探検記』、皇国青年教育協会、1942年。NCID BA37450664。
  - 改題。白瀬矗『白瀬矗 : 私の南極探検記』日本図書センター〈人間の記録〉61、1998年。ISBN 4820543067、NCID BA37346673。
  - 改題。白瀬矗『南極大陸に立つ : 私の南極探検記』毎日ワンズ、2011年。ISBN 9784901622578、NCID BB07722922。
- 多田恵一『南極探検実録』、開南出版協会	、1956年。NCID BA3388595X。
- 松下亘、君尹彦（編）『アイヌ文献目録 和文編』札幌：みやま書房、1978年、NCID BN0038486X。
- 白瀬日本南極探検隊100周年記念プロジェクト実行委員会『白瀬矗大和雪原に立つ : 白瀬日本南極探検隊100周年記念誌』、にかほ市：白瀬日本南極探検隊100周年記念プロジェクト実行委員会、2013年。全国書誌番号:22225259、NCID BB12008077。
- 小川正人・黒井茂、アイヌ文献目録編集会（編）資料紹介「アイヌ文献目録 2000~2009(その2)」〈雑誌・逐次刊行物編〉『北海道博物館アイヌ民族文化研究センター研究紀要』（別題：Bulletin of Ainu Culture Research Center, Hokkaido Museum）第1巻、85-228頁、2016年。
  - NCID BB21093124は同研究紀要の第1号（2016年3月刊）抜刷。
- 三浦慎悟『動物と人間 = ANIMALS AND HUMANS : 関係史の生物学』東京大学出版会、2018年。ISBN 978-4-13-060232-7。